# Barotrauma
Um barotrauma é uma manifestação patológica ligada a uma diferença de pressão no interior do corpo e o ambiente à sua volta. Pode causar danos ao tecido do corpo, na forma de cortes ou alongamento excessivo dos tecidos. Pode ser causado, por exemplo, por um avião mal pressurizado ou por problemas durante um mergulho.

## Tipos

### Aerobaropatias Cavitárias
Aerobaropatias Cavitárias resultam da atuação das oscilações da pressão atmosférica sobre os gases cavitários do organismo humano.
Em pacientes impossibilitados de respirar espontaneamente é utilizada a ventilação mecânica como método artificial para manutenção da expansão pulmonar. Se a pressão de ar externa for maior que a dos pulmões, resultará em um barotrauma. Os fisioterapeutas tem como objetivo prevenir o barotrauma, assegurando o sincronismo paciente–ventilador.

### Aerobaropatias plasmáticas
Aerobaropatias plasmáticas são causadas pela atuação das oscilações da pressão atmosférica sobre os valores da pressão do nitrogênio, que se encontra dissolvido no plasma sanguíneo. Provoca o aparecimento de perturbações, êmbolos de nitrogênio que se destacam na corrente sanguínea e nos tecidos.